# Siete países (plato)
Los siete países (en árabe: ألسَّبْع دُوَل‎, romanizado: as-sabʿa dūal), también llamadas verduras mixtas (خضرة مشكلة juḍra mushákkale), son un plato vegano típico de la cocina de Siria, denominado así por incluir siete ingredientes: berenjenas, calabacines, papas, pimientos, tomate, cebolla y ajo. Todo ello se trocea, se mezcla, se aliña con aceite de oliva, hierbas mediterráneas y especias al gusto, y se hornea. El resultado es muy similar a la ratatouille provenzal, a la samfaina catalana, al pisto manchego, a la alboronía española, al zaʿalūk marroquí y a otros muchos equivalentes encontrados en las cocinas mediterráneas.
Se trata de una sencilla receta de origen rural. Este plato fue difundido por los inmigrantes árabes en América Latina. En las casas más pudientes, se acostumbró a incluir un octavo ingrediente que es la carne picada de res, generalmente en poca cantidad. Una versión con carne de res cortada en dados es llamada lahm bil-faran (لحمة بالفرن ‘carne al horno’). También hay recetas que incluyen manzana verde troceada.